# Exysma laevigata
Exysma laevigata es una especie de coleóptero de la familia Endomychidae.

## Distribución geográfica
Habita en México y Panamá.